# 精霊狩り
『精霊狩り』（せいれいがり） は、萩尾望都による日本のSF漫画作品、および本作品を表題とする短編集。
精霊（せいれい）と呼ばれる異人種について描いたシリーズ作品で、同シリーズには表題作の他に「ドアの中のわたしのむすこ」（ドアのなかのわたしのむすこ）、「みんなでお茶を」（みんなでおちゃを）がある。
作者最初のシリーズ作品であり、また最初のSFシリーズ作品でもある。

## 概要
「精霊狩り」は、『別冊少女コミック』（小学館）の1971年7月号に掲載。
「ドアの中のわたしのむすこ」は、『別冊少女コミック』の1972年4月号に掲載。
「みんなでお茶を」は、『別冊少女コミック』の1974年4月号に掲載。
萩尾望都は、『SFマガジン』1965年6月号掲載の吉原忠男の「ソンブレロ」という短篇を読み、その中でスーパーマンとして描かれているESP能力者が自身の能力のために迫害を受ける描写に衝撃を受けた、という。作中の登場人物たちの追悼の辞として描いていったものが、本シリーズであると語っている。

## 設定
精霊は、第三次世界大戦後、約1200年の中で現れるようになった変異種の人間である。外見は人間と変わらず、人間と同じように普通に働き、結婚して家庭を持つなど、生活上は人間とほとんど変わらない。ただし、後述するように非常に長命で年月を経ても外見がほとんど変化しないため、7年ごとに離婚し別の人間との再婚を繰り返す。性格的には概ね陽気で楽観的、ホレッぽいという特徴を有している。
個々に異なる超能力を持ち、屋根の上まで跳び上がれる跳躍力、他の生き物への乗り移り、テレポーテーション・透視能力・テレパシー・予知能力など様々である。不死とされているが、長生きするだけとも言われている。また、木の幹から生まれるとされているがそれを見た者は誰もおらず、「ドアの中のわたしのむすこ」でダーナが妊娠・出産したことにより（また、それより少し前にイカルスに娘が生まれていることにより）、精霊が自然界の法則に合った生命体であることが証明されている。
人間の側は、そうした精霊たちに対し、1年に1度、季節の初めに精霊狩りを行い、捕まえた精霊を精霊裁判にかける。「精霊狩り」までに行われた1300件の精霊裁判では精霊はすべて有罪となり、永久冬眠の刑が付されている。しかし、その都度テレポートできる仲間に救い出されるため、実際に永久冬眠の刑に処された者は1人もいない。死刑執行人は、逃亡を許したことを責任に問われないよう、刑を執行したことにして永久冬眠用のカラのカプセルを1300個つるしているだけなのである。

## あらすじ

### 精霊狩り
年に1度の精霊狩りの日、人間をからかいに出かけたダーナは人間のリールと出会い恋に落ちたところを捕らえられてしまった。すぐに精霊裁判が始まるが、ダーナの思わぬ反論とその応酬により裁判は紛糾し、さらにダーナに恋するリールの彼女の助けを求める叫びに飛びついたマスコミによるあおりもあって大騒ぎとなったため、裁判は一時休廷となる。しかし、裁判が再開されるとすぐに「精霊であるためその生存権を認めない」との主旨によりダーナは有罪となり、処刑（永久冬眠）されることになる。しかし、処刑場にテレポートしてきたカチュカによりダーナは救出される。過去1300人の有罪判決を受けた精霊たちは、すべて同じように救出されてきたのであった。

### ドアの中のわたしのむすこ
妊娠したことを告白したため女学校を退学になったダーナは、3年ぶりに一週間市の土曜日地区に帰る。ダーナを歓迎する精霊たちだが、透視の結果、小さな男の子がダーナのおなかの中にいることが判明するや、仲間たちは彼女が精霊ではないとボイコットする。ダーナは、味方をしてくれたカチュカに連れられ精霊に理解のある人間のティペント博士のところへ相談に行ったところ、そこで既に一週間市への帰りの電車の中で知り合っていた博士の助手のイカルスと彼の小さな娘のチャシーに再会する。2人は精霊の親子だった。ティペント博士が、ダーナが子どもを産むことは新人類の時代の最初の幕開けかも知れないと話すのを聞いた仲間たちは納得し、改めてダーナの妊娠を歓迎する。
その後、イカルスとチャシー親子と心を通わせて結婚することを決心し、雨が降る日、返事をしに彼に会いに行く途中、足をすべらせ階段から落ちた際、おなかの中からベビーがいなくなってしまった。しかし、部屋に戻るとベビーは1人でベッドの中ですやすやと眠っていた。 

### みんなでお茶を
ダーナとイカルスが結婚して2年が過ぎるが、息子ルトルはベビーのまま眠ったままである。そんな中、ダーナがまま母であると知らされたチャシーは、自分の生まれたミアムの東海岸村にママがいると信じて家出する。
一方、ティペント博士は、最近発掘された古代資料、『新約聖書』を研究し、マリア受胎の話から、生殖機能が低下し絶滅の危機に瀕した有翼人種（神）が無翼人種（人）に、有翼の超能力を持った子どもを生ませたと解釈する。博士の助手Aはさらに推理を発展し、精霊たち超能力者は有翼人種の子孫であり、ダーナからルトルへと精霊が2代続き、さらにそれがもっと続き生体としてのパターンが築かれれば、新人類が満ちていくだろうと。
チャシーの方は、東海岸村に精霊が帰ってきたと村中大騒ぎになり、村は精霊狩りを始める。岬の家でチャシーを見つけたイカルスとダーナはすぐに逃げ出すが、浜へ追い詰められる。しかし、ルトルの力で危地を脱した一家は、無事帰途につく。そしてルトルには歯が生え、目を覚まし成長しはじめる。

## 主な登場人物
- ダーナ・ドンブンブン

一週間市土曜日地区の精霊。屋根の上まで跳び上がれる跳躍力が自慢。
- リッピ

一週間市土曜日地区の精霊。「精霊狩り」に登場したときは慎重な性格だったが、「ドアの中のわたしのむすこ」では楽観的な性格に変わっている。他の生き物に乗り移って活動する能力がある。
- カチュカ

一週間市土曜日地区の精霊。冷静な判断力を示すこともあるが、その一方で軽率な言動をすることもある。テレポーテーション能力がある。
- ブブ

一週間市土曜日地区の精霊。精霊には珍しく慎重かつ冷静沈着で、落ち着いた性格をしている。透視能力がある。
- リール

人間。初めて参加した精霊狩りで、出会ったダーナと恋に落ちる。
- ティペント・ナンセンス博士

人間。科学者。精霊の存在に理解がある。
- イカルス

精霊。ミアムの東海岸村から一週間市土曜日地区に娘のチャシーを連れて来た。ティペント・ナンセンス博士の新米助手。息を長く続ける能力がある。
- チャシー

子どもの精霊。イカルスの娘。「ドアの中のわたしのむすこ」の時点では生後6週間足らず（ただし、見かけは2歳半ぐらい）。「みんなでお茶を」の時点では2歳（ただし、見かけは7、8歳ぐらい）。テレポーテーション能力と念動力がある。
- ルトル

子どもの精霊。「ドアの中のわたしのむすこ」でダーナが出産した息子。「みんなでお茶を」の時点では2歳だが、生まれてから2年間眠り続けで成長せず赤ん坊の姿のままである。能力は不明だが、「ドアの中のわたしのむすこ」では生まれる前にダーナに危険を知らせたり、ダーナのお腹の中からテレポートしたりしている。また、「みんなでお茶を」では危地を脱するために満ち潮を引き潮に変えている。
- 助手A

ティペント博士の助手。『トーマの心臓』のオスカー・ライザーが特別出演している。

## 参考
- 「精霊狩り」と「ドアの中のわたしのむすこ」の中で、ダーナ…ハギオモト（萩尾望都）、リッピ…マスヤマノリエ（増山法恵）、カチュカ…タケミヤケイコ（竹宮惠子）と配役が記されたポスターが上下逆に貼られている。

## 単行本・文庫本
- 『精霊狩り -傑作短編集』 小学館 小学館文庫 1976年12月20日初版発行 ISBN 4-09-190713-X
収録作品 「精霊狩り」、「ドアの中のわたしのむすこ」、「みんなでお茶を」、他3編（「キャベツ畑の遺産相続人」、「オーマイ ケセィラ セラ」、「ハワードさんの新聞広告」）

本シリーズは以下の作品集にも収録されている。
- 萩尾望都作品集 第1期 第13巻『11人いる!』 小学館 プチコミックス 1978年5月10日初版発行 ISBN 4-09-178013-X
「11人いる!」、「精霊狩り」、「ドアの中のわたしのむすこ」、「みんなでお茶を」
- 『10月の少女たち』 小学館 小学館文庫  2012年10月13日初版発行 ISBN 4-091-91405-5
収録作品 「10月の少女たち」、「みつくにの娘」、「精霊狩り」、「ドアの中のわたしのむすこ」、「みんなでお茶を」、他11編（「千本めのピン」、「プシキャット・プシキャット」、「赤ッ毛のいとこ」、「花と光の中」、「あそび玉」、「影のない森」、「十年目の毬絵」、「デクノボウ」、「砂漠の幻影」、「神殿の少女」、「月蝕」）